# Friedrich Meinecke
Friedrich Meinecke (Salzwedel, 30 ottobre 1862 – Dahlem, 6 febbraio 1954) è stato uno storico tedesco.

## Biografia

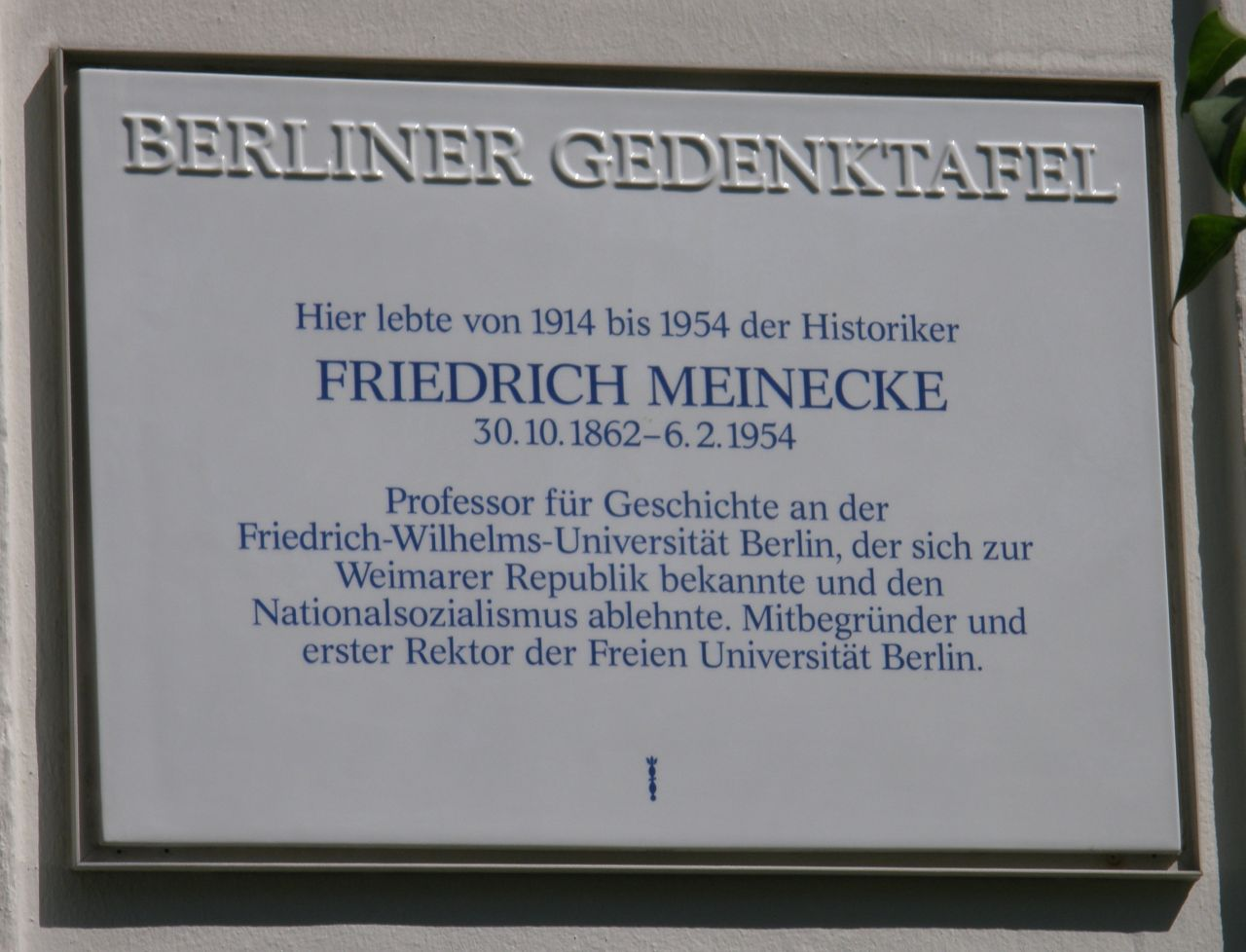
Targa commemorativa posta in Am Hirschsprung, 13, Berlin-Dahlem: «Qui visse dal 1914 al 1954 lo storico Friedrich Meinecke: professore di storia nell'Università di Berlino, che difese la Repubblica di Weimar e ripudiò il nazionalsocialismo. Cofondatore e primo rettore dell'Università Libera di Berlino.»

Figlio di un modesto impiegato delle poste Friedrich Meinecke poté compiere un regolare ciclo di studi in germanistica, storia e filosofia a Berlino e a Bonn conseguendo il dottorato nel 1886 avendo come maestri importanti storici come Johann Gustav Droysen, Heinrich von Sybel, Heinrich von Treitschke e Harry Bresslau. Nel 1887 lavorò nell'archivio di Stato prussiano e nel 1893 fu direttore e pubblicista della rivista, Historische Zeitschrift.
Nel 1901 ebbe una cattedra d'insegnante a Strasburgo e successivamente nel 1906 a Friburgo in Brisgovia. Mentre agli inizi della sua produzione storica Meinecke si tenne vicino al metodi dei suoi maestri, nelle opere successive diede vita a quella che fu chiamata la "storia delle idee". Nel 1907 scrisse un'opera sulla storia dello Stato tedesco dal riformismo illuminato sino all'epoca di Otto von Bismarck (1815-1898), che egli giudicava grande politico e creatore dello Stato nazionale.
Nel 1914, ormai noto tra gli studiosi - alcuni dei suoi ex alunni furono importanti personalità -  ottenne la cattedra presso l'Università di Berlino dove insegnò sino al suo ritiro nel 1932. Meinecke ebbe la singolare occasione di aver seguìto come testimone la storia della Germania dal Reich bismarckiano sino alla caduta del nazismo passando per la Repubblica di Weimar: egli fu «il solo storico tedesco della sua generazione ad aver vissuto i cambiamenti intercorsi tra il 1914 ed il 1945 e 1948/49 e ad averli discussi pubblicamente».
Di sentimenti monarchici, Meinecke, nel periodo del Reich, auspicava dal 1910 un rinnovamento dello Stato liberale e, sebbene inizialmente fosse tra i sostenitori dell'entrata in guerra della Germania nel 1914, successivamente ritenne che, in nome dell'unità nazionale, sarebbe stato preferibile addivenire ad una pace negoziata e a riforme sociali che gli sembravano potessero essere realizzate dalla Repubblica di Weimar. Questo suo atteggiamento politico lo farà distinguere tra gli storici tedeschi come un Vernunftsrepublikaner, un "repubblicano della ragione", «non per solo prematuro amore per la repubblica, ma per motivi legati al buonsenso e all'amor patrio», parendogli la repubblica il male minore.
Con l'avvento del Terzo Reich Meinecke, se in pubblico mostrava di essere un sostenitore del regime nazista, in privato criticava aspramente la violenza e la rozzezza del nazismo che, egli era convinto, avrebbe portato la Germania alla catastrofe. Nella opera del 1946 Die Deutsche Katastrophe ("La catastrofe tedesca") troverà le cause dell'avvento del nazismo nel militarismo prussiano e  nelle contraddizioni del socialismo a cui andavano aggiunte le insufficienze e la debolezza delle classi medie tedesche anche se in fondo Hitler era stato avvantaggiato per la presa del potere da eventi del tutto casuali scollegati dalla storia passata tedesca.
Nel 1948 Meinecke venne riconosciuto come un'importante personalità della Germania occidentale e gli fu attribuita la carica di rettore onorario della Università Libera di Berlino. Dal 1960 gli intellettuali della DDR lo giudicarono un reazionario compromesso con il nazismo (d'altronde Daniel Goldhagen, nella sua celebre opera I volenterosi carnefici di Hitler, lo classifica come antisemita), mentre la BRD lo assolse come non coinvolto col regime ribadendo la validità della sua storia delle idee, di quella "storia intellettuale" che si stava diffondendo presso gli allievi di Meinecke negli Stati Uniti.

## Il pensiero storico
I temi più rilevanti del pensiero storico di Meinecke connessi alla storia della sua amata Germania riguardano il conflitto tra la politica di potenza e l'universalismo cosmopolita e quello tra la ragion di Stato e i valori morali.

### La catastrofe tedesca
(Benedetto Croce,Storia d'Europa nel secolo XIX, Bari, 1938)
Alla fine del secondo conflitto mondiale Meinecke si chiede nell'opera Die deutsche Katastrophe, quale percorso disgraziato e malvagio abbia compiuto la storia tedesca per concludersi con quell'immane disastro che sembra segnare la fine della Germania e nel contempo spera che vi sia per i tedeschi una qualche speranza di riscatto e rinascita associandosi all'ideale dell'unione europea.
In forme più generali lo storico tedesco si domanda se la ragion di Stato machiavellica di per sé giustifichi sempre i mezzi in vista del conseguimento dei fini oppure se il potere è in sé sempre malvagio o se divenga tale solo quando chi lo possiede lo usa senza limiti. Lo storico Fulvio Tessitore, nella sua monografia Introduzione a Meinecke  analizza le risposte di Meinecke che riconosce l'origine del disastro nel passato della Germania ammettendo che «era la degenerazione del popolo tedesco quella che ci sforziamo, andando per tentoni e a tastoni, di intendere nel suo primo abbozzo» e oramai riandando al travolgimento di quella primitiva nazionalistica esaltazione «dobbiamo ammettere che abbiamo poco notato i punti neri che, occulti, oscuravano lo splendore della impresa» dell'annus mirabilis del 1866.
In quell'anno fatale, prima della tardiva analisi di Meinecke e di altri storici della sua scuola, nel 1866 plaudenti al cancelliere di ferro, il poeta e scrittore austriaco di origine boema, Rainer Maria Rilke (1875 – 1926) fin dal 1923 - anticipando anche il giudizio di Benedetto Croce nella sua Storia d'Europa nel secolo XIX del 1938 - aveva individuato il segno iniziale del destino tragico che attendeva la storia tedesca: «Il 1866 - aveva scritto il poeta - mi sembra essere l'inizio di molti errori di cui oggi subiamo le conseguenze. Quell'anno, infatti, segna la nascita della terribile egemonia prussiana che,  unificando brutalmente la Germania, ha soppresso tutte le semplici amabili Germanie del passato. La Prussia, il meno tedesco e il meno civile degli Stati, questo incorreggibile parvenu, è riuscita a sovrapporre a volti appena formati la maschera raggelata di un demonio ingordo che attira e provoca sventura».
All'indomani della seconda guerra mondiale il vecchio Meinecke tardivamente concorda con chi l'ha preceduto, riconoscendo nel prussianesimo bismarckiano, che ha liquidato la concezione di uno Stato composto di essere liberi tutelati dalla legge, l'origine dei mali non solo tedeschi ma dell'intera Europa che non è stata esente da colpe essa stessa quando si faceva portatrice di politiche imperialiste.
Nazionalismo, militarismo e imperialismo, e anche l'intervento di fattori casuali portarono al nazismo volendo Meinecke in questo modo confermare in senso antihegeliano il carattere di casualità, d'imprevedibilità della storia. In un'epoca in cui la storiografia si divideva su posizioni ideologiche contrapposte, merito dello storico tedesco è stato quello di aver messo senza nascondimenti in risalto le equivoche connessioni tra «militarismo e hitlerismo», o tra «bolscevismo e hitlerismo», o tra «hitlerismo e cristianesimo», o tra «hitlerismo e potenze occidentali».

## Opere principali
- Das Leben des Generalfeldmarschalls Hermann von Boyen (opera in 2 volumi, 1896-1899)
- Das Zeitalter der deutschen Erhebung, 1795-1815 (1906)
- Weltbürgertum und Nationalstaat: Studien zur Genesis des deutschen Nationalstaates (1908)
- Radowitz und die deutsche Revolution (1913)
- Die Idee der Staatsräson in der neueren Geschichte (1924)
- Geschichte des deutsch-englischen Bündnisproblems, 1890-1901 (1927)
- Staat und Persönlickeit (1933)
- Die Entstehung des Historismus (2 volumes, 1936)
- Die deutsche Katastrophe: Betrachtungen und Erinnerungen (1946)
- 1848: Eine Säkularbetrachtung (1948)
- Werke (opera in 9 volumi, 1957-1979)